# Tim Siekmann
Tim Siekmann (* 20. August 1988 in Neuwied) ist ein ehemaliger deutscher Eishockeytorwart, der von 2010 bis Ende 2012 für die Iserlohn Roosters in der Deutschen Eishockey Liga (DEL) spielte.

## Karriere
Tim Siekmann begann beim EHC Neuwied mit dem Eishockey und schaffte zur Regionalliga-Saison 2006/07 den Sprung in die erste Mannschaft seines Heimatvereins. Er bestritt 16 Partien. Im nächsten Jahr half er beim Aufstieg aus der Landesliga in die Verbandsliga, da die erste Mannschaft in die NRW-Gruppe gewechselt war und sechstklassig beginnen musste. In der Saison 2008/09 folgte der erneute Aufstieg, sodass der EHC Neuwied wieder in der Regionalliga spielte. Im nächsten Jahr schaffte Siekmann den Klassenerhalt mit dem EHC. Im Sommer 2010 wechselte der Torwart zu Lippe-Hockey-Hamm in die Oberliga West und erhielt eine Förderlizenz für die Iserlohn Roosters aus der Deutschen Eishockey Liga. Siekmann sollte in Hamm trainieren und spielen und für die Iserlohner als dritter Torhüter zur Verfügung stehen. Nachdem die Roosters allerdings Manny Legace verpflichteten und die Verträge ihres Torwartduos Danny aus den Birken und Siniša Martinović im November auflösten, wurde er die Nummer zwei der Sauerländer. Am 21. November 2010 verletzte sich der Stanley-Cup-Sieger von 2002 beim Spiel gegen die Kölner Haie zu Beginn des dritten Drittels und musste kurzzeitig behandelt werden. Siekmann kam zu seinem ersten DEL-Spiel, in dem er in fünf Minuten drei von vier Schüssen hielt. Im Dezember 2012 bat er die Verantwortlichen der Iserlohn Roosters um die Auflösung seines Vertrages. Er wechselte zum EHC Bayreuth in die Regionalliga und beendete nach Abschluss der Saison seine Karriere.

## Erfolge und Auszeichnungen
- 2008 Meister der Landesliga NRW und Aufstieg in die Verbandsliga NRW mit dem EHC Neuwied
- 2009 Meister der Verbandsliga NRW und Aufstieg in die Regionalliga mit dem EHC Neuwied

## Karrierestatistik
(Legende zur Torhüterstatistik: GP oder Sp = Spiele insgesamt; W oder S = Siege; L oder N = Niederlagen; T oder U oder OT = Unentschieden oder Overtime- bzw. Shootout-Niederlage; Min. = Minuten; SOG oder SaT = Schüsse aufs Tor; GA oder GT = Gegentore; SO = Shutouts; GAA oder GTS = Gegentorschnitt; Sv% oder SVS% = Fangquote; EN = Empty Net Goal; 1 Play-downs/Relegation; Kursiv: Statistik nicht vollständig)